# 托雷斯德尔卡里萨尔
托雷斯德尔卡里萨尔，是西班牙卡斯蒂利亚-莱昂萨莫拉省的一个市镇。 总面积30平方公里，总人口431人（2015年），人口密度14人/平方公里。